# Anne Albrecht

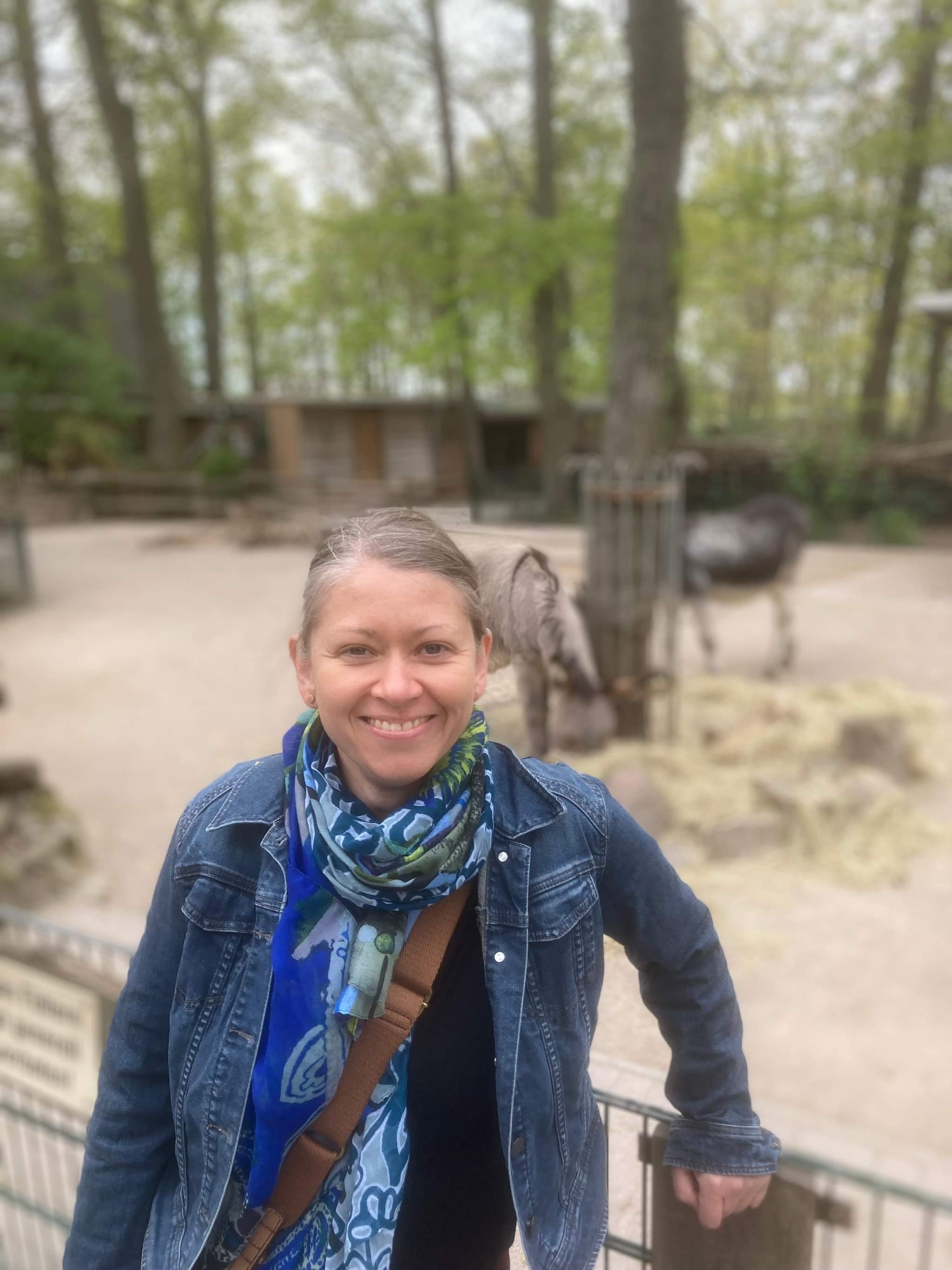
Anne Albrecht 2023

Anne Albrecht (* 1983) ist eine deutsche Anatomin und Neurowissenschaftlerin.

## Leben
Anne Albrecht begann ihre akademische Laufbahn 2001 mit dem Studium der Humanmedizin an der Otto-von-Guericke-Universität Magdeburg. Dort absolvierte sie außerdem den Kurs „Neurowissenschaften für Mediziner“ im Rahmen des Masterstudienprogramms Integrated Neuroscience. 2010 promovierte sie zum Dr. med. und 2013 zum Dr. rer. nat. und war anschließend von 2012 bis 2016 als Wissenschaftliche Mitarbeiterin am Sagol Department of Neurobiology an der Universität Haifa tätig. Nach ihrer Rückkehr nach Magdeburg war sie zunächst am Leibniz-Institut für Neurobiologie und dann am Institut für Biologie der Otto-von-Guericke Universität tätig. 2020 nahm sie eine W2-Professur für Neuroanatomie am Institut für Anatomie der Otto-von-Guericke-Universität Magdeburg an.

## Forschungsschwerpunkte
Im Schwerpunkt forscht Anne Albrecht zur funktionellen Neuroanatomie von Stressanpassung und emotionaler Gedächtnisbildung in verschiedenen Lebensabschnitten. Hierbei konzentriert sie sich auf die Funktion von Neuropeptiden und so bezeichneten Interneuronen in relevanten Hirnarealen wie z. B. dem Hippokampus, wobei auch Mechanismen der Stressresilienz und damit verbundenen Störungen wie Angsterkrankungen und Depressionen betrachtet werden.
Lehrtätigkeit: Makroskopische und Mikroskopische Anatomie des Menschen, Neuroanatomie.